# 메테인 세균
메테인 세균(영어: methanogen)은 산소가 부족한 상황에서 물질대사 과정으로 메테인을 생성하는 미세 생물이다. 메테인 생성 물질, 메탄생성물질이라고도 한다. 이는 저산소 상태에서 대사 부산물로 메테인을 생성하는 미생물이다. 이것들은 고세균 도메인에 속하며 에우리고세균문에 속한다. 메테인 세균은 습지 가스를 생성하는 습지에서 흔히 발견되며 반추 동물과 인간을 포함한 동물의 소화관에서 발생할 수 있으며 트림과 고창의 메테인 함량을 담당한다. 해양 퇴적물에서 메테인 생성이라고 불리는 메테인의 생물학적 생산은 일반적으로 표층 아래에서 황산염이 고갈되는 곳으로 제한된다. 메테인 세균은 혐기성 폐수 처리에 없어서는 안 될 역할을 한다. 다른 메테인 세균은 극한성 물질로, 온천, 해저 열수 분출공과 같은 환경뿐만 아니라 심부 생물권 표면에서 수 킬로미터 아래에 있는 지각의 "고체" 암석에서도 발견된다.

## 같이 보기
- 극한환경 미생물
- 메테인 하이드레이트